# Cəlil Məmmədquluzadə

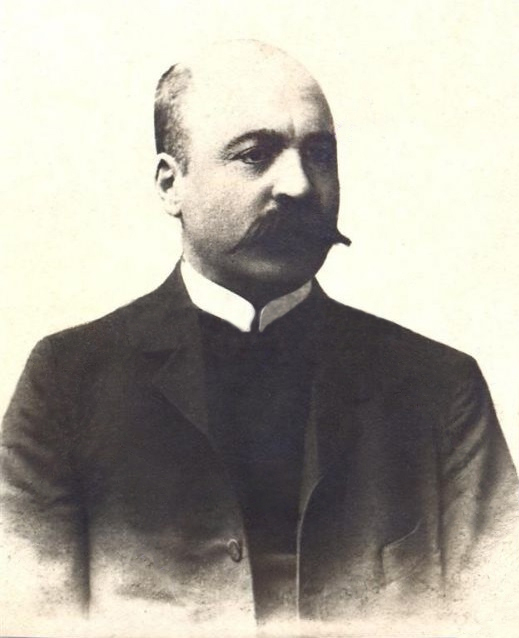
Cəlil Məmmədquluzadə

Cəlil Hüseynqulu oğlu Məmmədquluzadə (ur. 22 lutego 1866 w Nachiczewanie, zm. 4 stycznia 1932 w Baku) – azerski pisarz i publicysta; założyciel satyrycznego czasopisma „Molla Nəsrəddin” (1906–1931); autor opowiadań i komedii, w których krytykował przedrewolucyjne stosunki społeczne w Azerbejdżanie, m.in. Qurbanəli bəy (1907).